# Altova XMLSpy
XMLSpy ist ein XML-Editor und eine integrierte Entwicklungsumgebung von Altova. XMLSpy ermöglicht Entwicklern das Erstellen von XML-basierten Webservice-Applikationen unter Verwendung von Technologien wie XML, XML Schema, XSLT, XPath, XQuery, WSDL und SOAP. XMLSpy ist auch als Plug-In für Microsoft Visual Studio und Eclipse erhältlich.
XMLSpy ist mit geschätzten 2,3 Millionen Installationen Marktführer im Bereich der XML-Editoren, das Produkt wird 2- bis 3-mal pro Jahr aktualisiert, um neuen Technologien wie zum Beispiel der viel diskutierten OOXML-Spezifikation von Ecma International Rechnung zu tragen.

## Softwarefunktionen
XMLSpy bietet mehrere Ansichten und Editierfunktionen für die folgenden Zwecke:
- Erstellung und Bearbeitung von XML-Instanzdokumenten
- Visuelle XML-Schema-Entwicklung
- Bearbeiten von DTD
- XSLT-1.0/2.0-Entwicklung und Debugging
- XQuery-Entwicklung und Debugging
- Entwicklung und Analyse von XPath 1.0/2.0
- OOXML-Entwicklung
- Webservice-Entwicklung
- Grafische Erstellung und Bearbeitung von WSDL
- SOAP-Entwicklung und Debugging
- Codegenerierung in Java, C++ und C#

## Lizenzierung
XMLSpy ist ein lizenziertes Software-Produkt, das gegen nicht lizenzkonforme Verwendung mit einem Keycode geschützt ist, Upgrades auf neue Versionen sind über ein optionales Support- und Wartungspaket möglich. Service Pack Releases mit Fehlerbehebungen stehen allen Benutzern der aktuellen Software-Version zur Verfügung.